# Village Vanguard

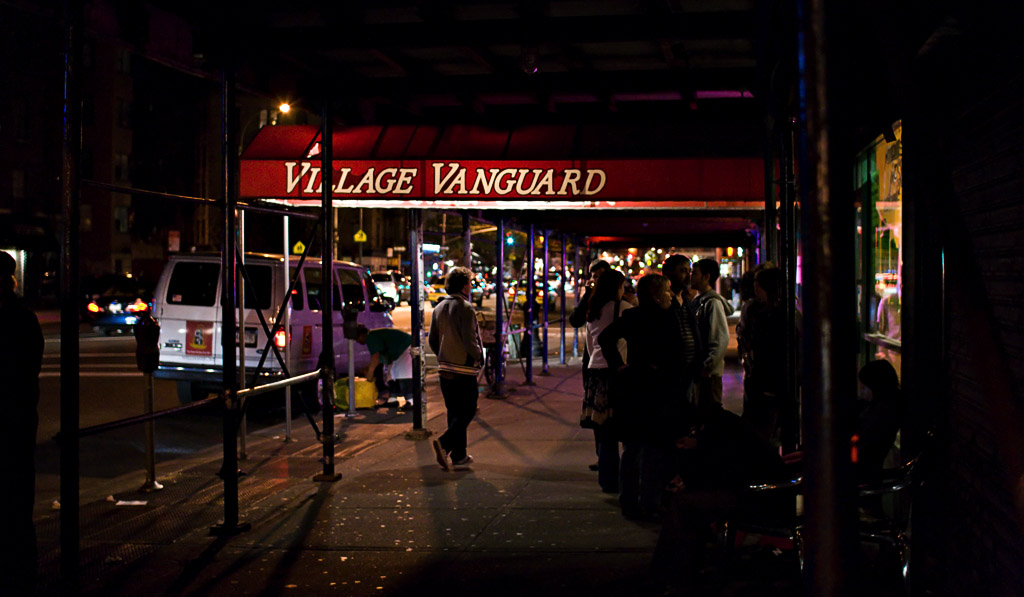
The Village Vanguard

Village Vanguard è un jazz club di New York, nel quartiere del Greenwich Village, all'indirizzo di 178 Seventh Avenue South (appena sotto l'undicesima strada). Il Vanguard aprì nel 1935, e da allora ha ospitato la maggioranza dei più importanti nomi del jazz mondiale, e molte fondamentali registrazioni dal vivo che vi hanno avuto luogo.
Fondato da Max Gordon (1903-1989) il locale è stato gestito da sua moglie, Lorraine Gordon (nata nel 1922) fino al giorno della sua morte (9 giugno 2018). Dopo aver avuto un cartellone che comprendeva anche musica folk e letture di poesie beat, il Vanguard passò - nel 1957 - ad un cartellone composto unicamente da eventi jazz.
Il Vanguard è un oscuro scantinato nel Greenwich Village, situato in un interrato dove si entra attraverso un portone rosso. L'ambiente è piccolo, a forma di cuneo e decorato con poster e strumenti d'epoca. Il palcoscenico è situato verso la punta del cuneo, coi tavoli che si aprono a ventaglio. C'è un piccolo bar nel retro, panche addossate alle pareti (i sedili economici). La stanza sul retro, detta "cucina" è in effetti un camerino per gli artisti, visto che al Vanguard non si serve cibo.
In questo ambiente sono stati registrati più di cento dischi, a cominciare da quello inciso da Sonny Rollins nel 1957. I due più famosi sono probabilmente l'album di Bill Evans ("Sunday at the Village Vanguard") e quello di John Coltrane ("Live at the Village Vanguard") entrambi del 1961. Wynton Marsalis, che vi ha suonato con regolarità all'inizio degli anni novanta, ha ricavato un cofanetto dalle sue serate.
Gli artisti restano normalmente al Vanguard su base settimanale, con sei serate di due set alle 9 e alle 11 di sera. Al sabato e - a volte - al venerdì c'è un set aggiuntivo a mezzanotte e mezza. Le sere del lunedì sono riservata alla Vanguard Jazz Orchestra (detta anche "Thad Jones/Mel Lewis Jazz Big Band") che vi suona tutti i lunedì dal 1966.